# Roland Vími
Roland Vími (Dunajská Streda, Checoslovaquia; 21 de junio de 1969 – Trhová Hradská, Eslovaquia; 13 de abril de 2025) fue un tenista de mesa eslovaco.

## Carrera
Como representante de Checoslovaquia ganó la medalla de bronce en el Campeonato Mundial de Tenis de Mesa de 1991 en la modalidad por equipos junto a Tomáš Janči, Petr Javurek, Petr Korbel y Milan Grman.
A nivel de Juegos Olímpicos representó a Checoslovaquia en Barcelona 1992 en el evento individual donde quedó eliminado en el grupo C luego de perder ante Andrzej Grubba de Polonia y Cláudio Kano de Brasil, y de derrotar a Louis Botha de Sudáfrica.